# Stora Ulvesøya
Stora Ulvesøya est une île norvégienne du comté de Hordaland appartenant administrativement à Bømlo.

## Description
Rocheuse et couverte d'arbres, elle s'étend sur environ 1,551 km de longueur pour une largeur approximative de 487 m. 